# Nabaiot
Segons el Gènesi capítol vint-i-cinquè, Nabaiot (en hebreu נְבָיוֹת בן-יִשְׁמָעֵאל N'vayot ben Yišmāêl) és el primogènit d'Ismael. El Llibre de Jasher citava el nom dels seus tres fills: Mend, Send i Maió.
L'historiador Flavi Josep afirmava que els nabateus descendien de Nabaiot, per la similitud de sons entre les dues paraules. Jeroni d'Estridó i altres estudiosos antics i medievals de la Bíblia també ho creien. Avui dia, però, no s'ha trobat cap prova entre els nabateus i la tribu de Nabaiot.
Els historiadors àrabs clàssics anomenaven sovint Nabaiot com un dels ancestres de Mahoma tot i que en altres tradicions es deia que Mahoma descendia de Quedar, el segon fill d'Ismael.